# Гусейнова, Хиджран Кямран кызы
Гусейнова, Хиджран Кямран кызы (азерб. Hicran Hüseynova Kamran qızı) — политический деятель, депутат VI и VII созывов Милли Меджлиса, председатель Государственного комитета Азербайджанской Республики по проблемам семьи, женщин и детей (2006—2020), доктор политических наук, профессор. Член партии «Новый Азербайджан».

## Биография
Хиджран Гусейнова родилась 13 августа 1955 года в Баку, в семье 1-го секретаря Сумгаитского городского комитета КП Азербайджана Кямрана Гусейнова. В 1972 году окончила среднюю школу в Баку и поступила на исторический факультет Азербайджанского государственного университета, который окончила в 1977 году. В 1985 году защитила кандидатскую, а в 2001 году докторскую диссертацию по теме «Азербайджан в системе Европейской интеграции». Первая в Азербайджане женщина, защитившая докторскую диссертацию в области политических наук. В 2007 году получила учёное звание профессора.

### Карьера
С 1977 года работала учителем в бакинской средней школе № 189. С 1988 по 1993 год работала в Азербайджанском государственном университете (с 1991 года Бакинский государственный университет) преподавателем, затем доцентом кафедры политической истории.
С 1999 по 2003 год работала главой отдела «Международные отношения и информация» Комитета по проблемам женщин Республики Азербайджан. В 2006 году была назначена председателем Государственного комитета по проблемам семьи, женщин и детей Азербайджана.
7 января 2020 года Хиджран Гусейнова приостановила деятельность на посту председателя Государственного комитета по делам семьи, женщин и детей в связи с выдвижением её кандидатуры для участия в парламентских выборах в Азербайджане.
По результатам парламентских выборов, прошедших 9 февраля 2020 года, Хиджран Гусейнова по I Сумгаитскому избирательному округу №41 был избрана депутатом VI созыва азербайджанского парламента.
В 2024 году на парламентских выборах в Азербайджане, которые состоялись 1 сентября, одержала победу в I Сумгаитском избирательном округе №42. Официально стала депутатом Милли Меджлиса Азербайджана седьмого созыва, первое заседание которого состоялось 23 сентября 2024 года.
Приходится двоюродной сестрой вице-президенту Азербайджанской Республики первой леди Мехрибан Алиевой.

## Награды
- Орден «Слава» (12 августа 2015 года) — за активное участие в общественно-политической жизни Азербайджанской Республики[5][6].
- Орден «За службу Отечеству» I степени (12 августа 2025 года) — за заслуги в общественно-политической жизни Азербайджанской Республики[7].
- Офицер ордена Почётного легиона (2011 год, Франция)[8].
- Специальная медаль Государственного комитета по проблемам семьи, женщин и детей (2012 год)[9].
- Медаль МОГО (2011 год)[10].